# Marinus Breebaart
Marinus Breebaart (Baarn, 4 maart 1913 – Meppel, 26 maart 1993) was een Nederlandse architect.  Hij ontwierp vooral in zijn woonplaats Hilversum veel voor verbouwingen en aanpassingen van woonhuizen, kantoren, winkels en fabriekspanden en zelfstandige ontwerpen van huizen en bungalows.

## Levensloop
Marinus Breebaart werd geboren in Baarn, hij was het oudste kind van Leonard Breebaart en Maria Sophia van Proosdij. Later verhuisde het gezin naar Hilversum. Na een jaar Mulo gevolgd te hebben bezocht Marinus in Hilversum de Ambachtschool. Daar kreeg hij in 1930 het diploma Timmeren uitgereikt. Daarna is hij als leerjongen aan de slag gegaan en heeft hij bouwkundige tekenlessen genomen aan de Avondvakteekenschool, in 1938 slaagde hij voor het examen Bouwkundig Opzichter van de BNA.

### Architectenbureau Breebaart
Ruim veertig jaar had hij een praktijk in Hilversum waar hij zich na het behalen van zijn diploma als Bouwkundig tekenaar, Architect noemde. Het merendeel van zijn werken zijn in de jaren vijftig begin jaren zestig tot stand gekomen. Deze periode van wederopbouw waarin veel en vaak snel gebouwd moest worden, bracht Marinus veel werk.
In 1949 werkte hij samen met architect ir. J.R. Breemer aan een verbouwing van een landhuis aan de Utrechtseweg 70 in Hilversum. Later in 1951 werkte hij samen met architect C.H. van Wijk aan de bouw van een dubbele woonhuis aan de Van Ostadelaan 10a/b in Hilversum. In 1956 werkte hij samen met ir. J. Bordewijk aan een ruime twee onder een kapwoning aan de ´s Gravenlandseweg 125, 127 in Hilversum.
Zijn meest in het oog springende gebouw is een opdracht tot het ontwerpen van de Melkfabriek aan de Larenseweg 32, 34 in Hilversum. Dit doet hij samen met enkele anderen.
Hij ontwerpt voor de aannemer P.W. Schippers een vrijstaande woonhuis in 1953, deze bungalow is gelegen aan de Diependaalse 124 in Hilversum.
In 1955 ontwerpt hij een gebouw voor Hoogtezon-therapie, dit solarium werd later in 1985 afgebroken.
Buiten woonhuizen en grote projecten levert hij ook een bijdrage in het ontwerpen van garageboxen en verbouwen van schuurtjes.

## Overlijden
In  1993 overleed Marinus Breebaart in Meppel, waarna hij bijgezet is in een familiegraf, op begraafplaats Bosdrift in Hilversum.

## Zie ook

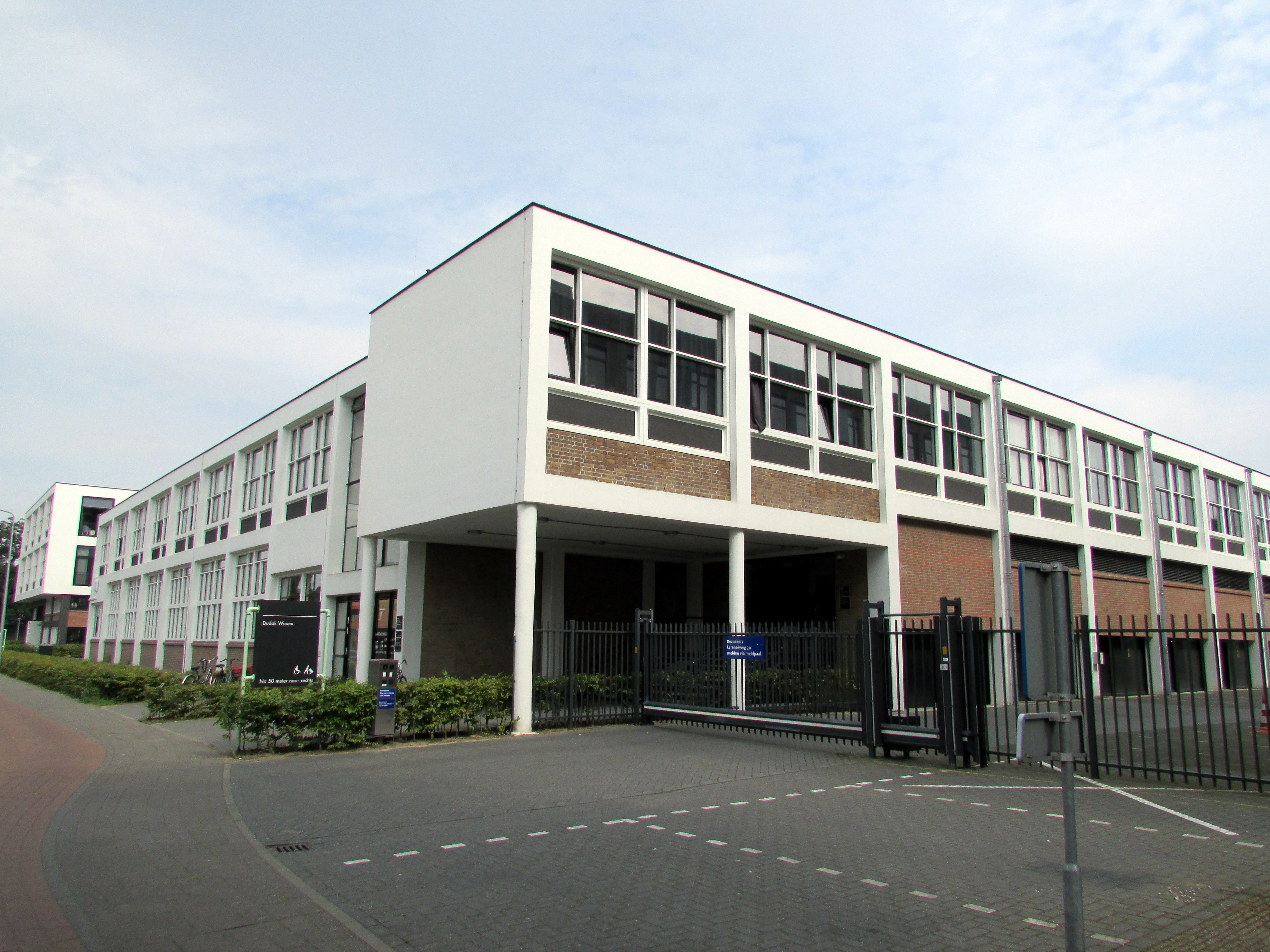
Melkfabriek, Larenseweg 34, Hilversum
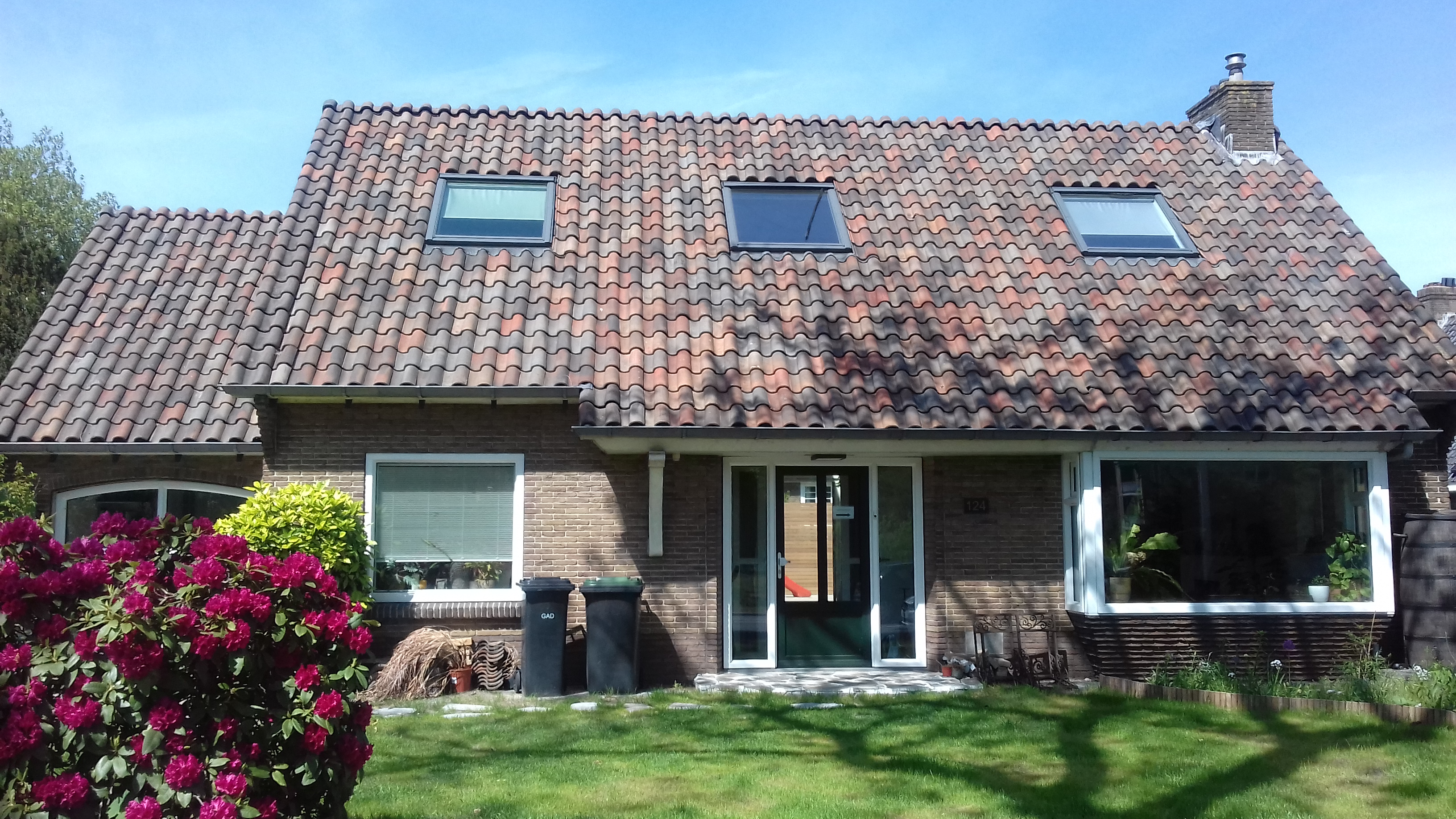
Woonhuis, Diependaalselaan 124, Hilversum
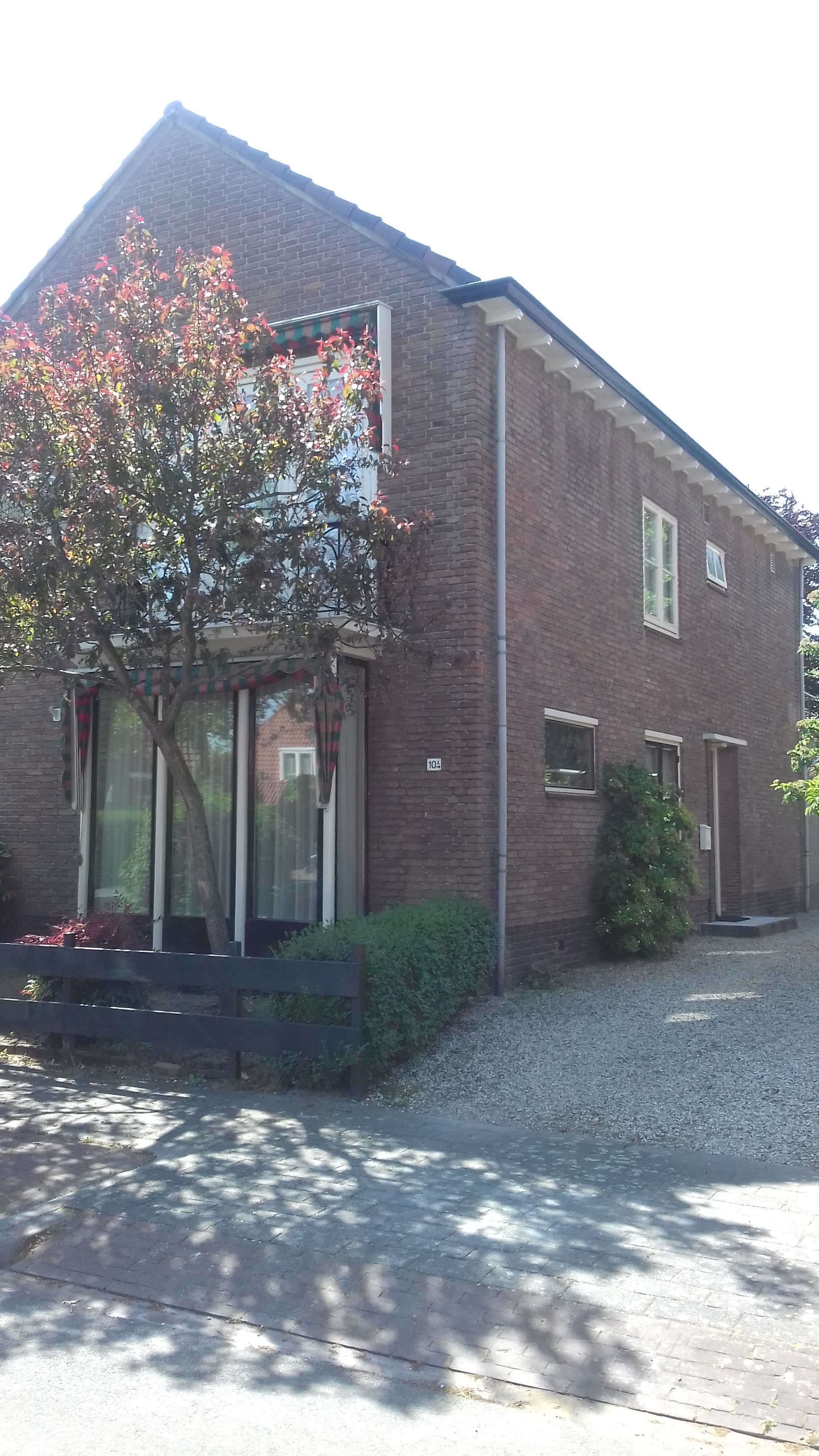
Woonhuis, Van Ostadelaan 10, Hilversum
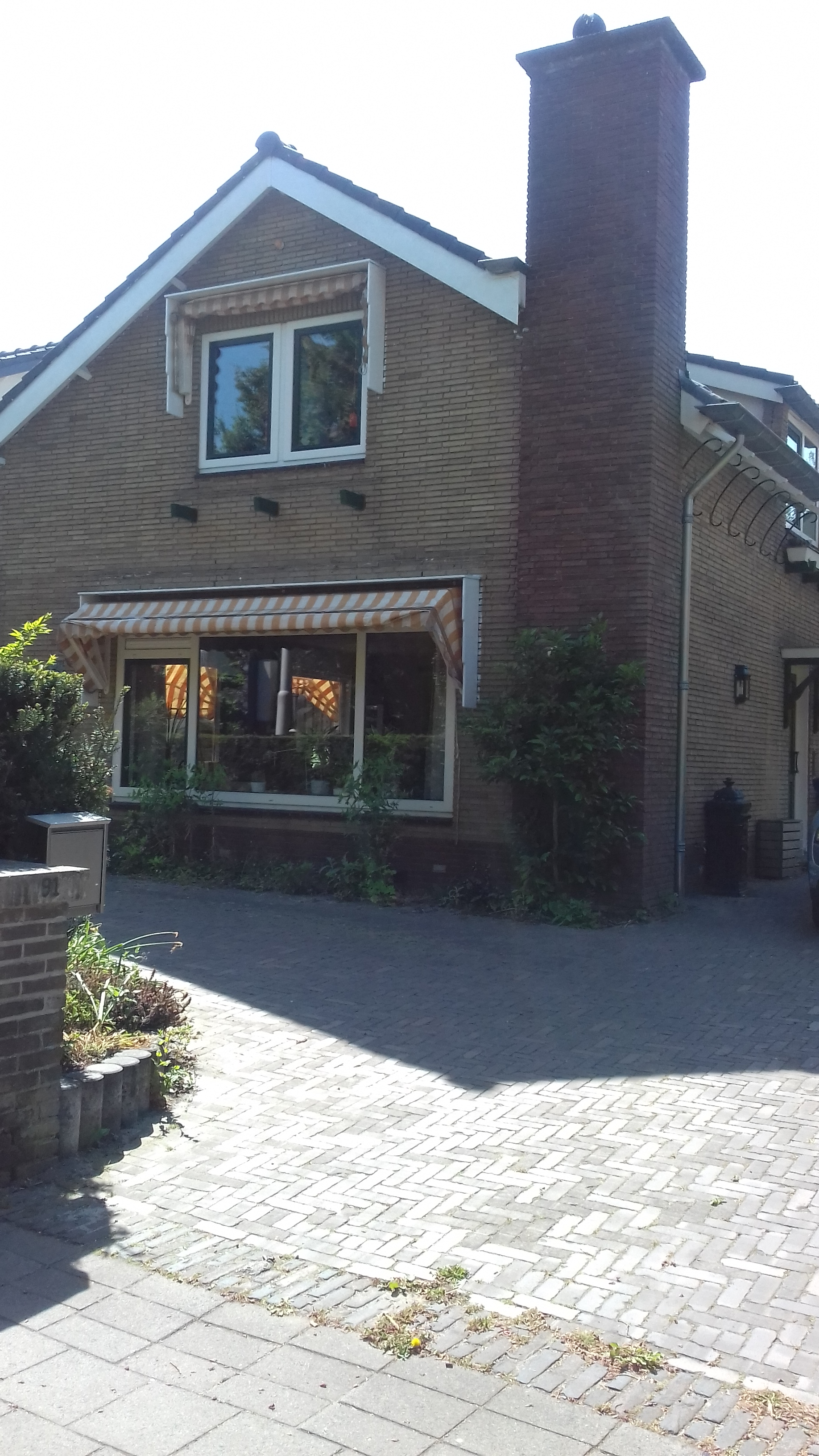
Woonhuis, Naarderstraat 91, Hilversum
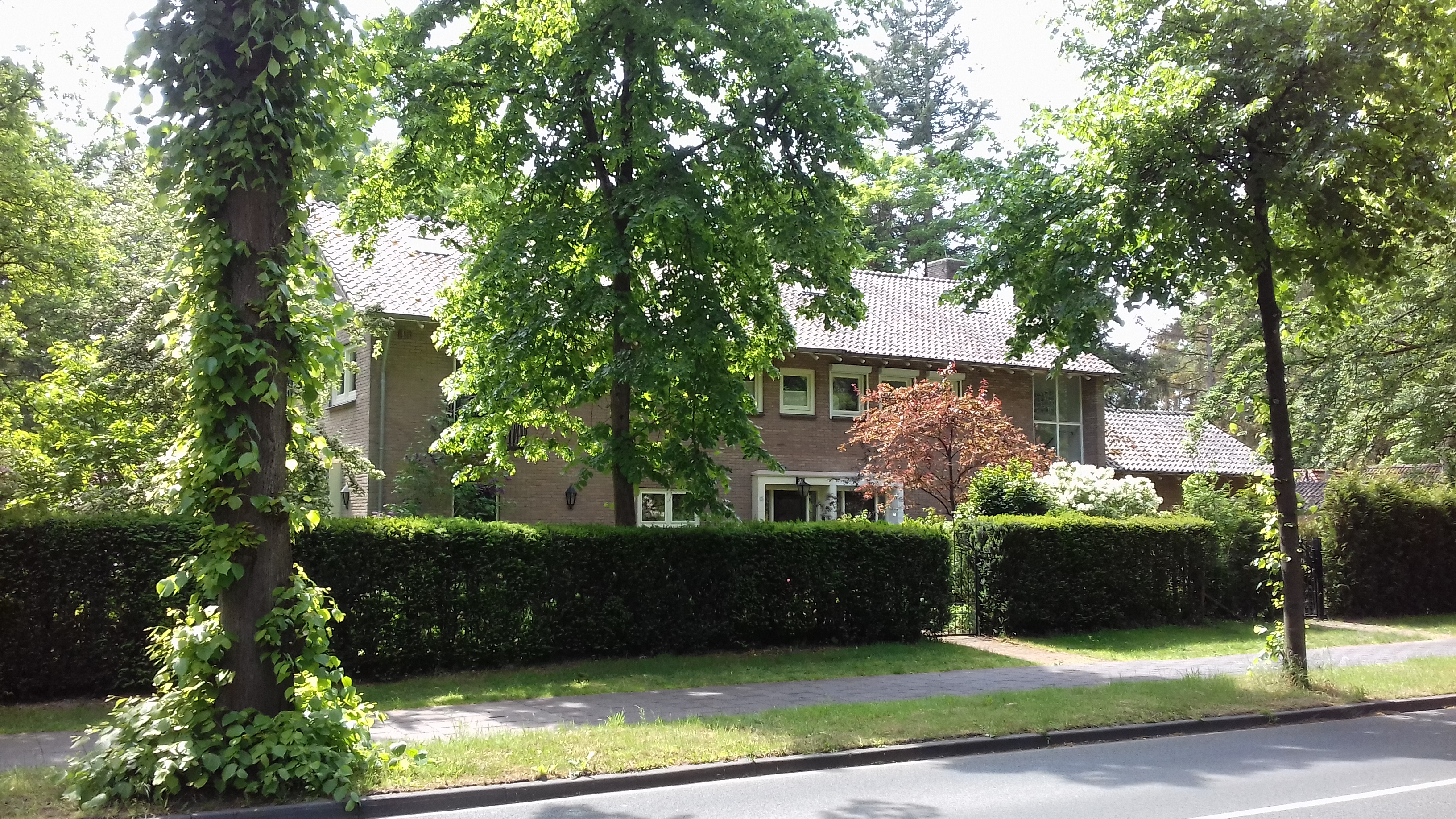
Woonhuizen,´s-Gravelandseweg 125, 127, Hilversum
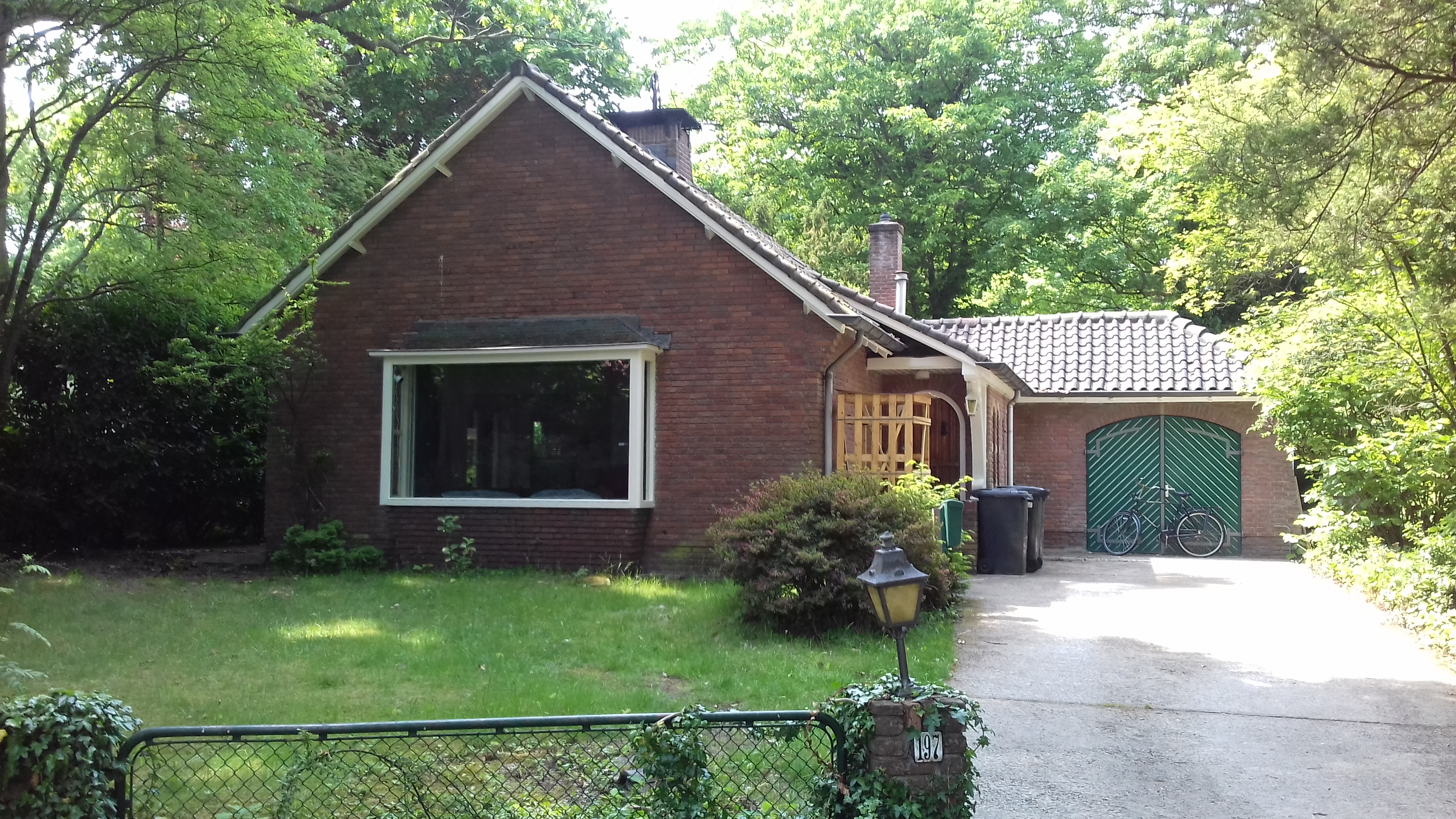
Woonhuis, Hoge Naarderweg 197, Hilversum